# Carol Hullin
Carol Hullin (1970 en Santiago, Chile) es una docente y doctora en inteligencia artificial chilena.

## Reseña biográfica
Nació en Santiago y durante su infancia y juventud vivió en las comunas de San Joaquín, La Florida y San Bernardo. Estudió auxiliar paramédico en Caritas Chile.
A los 21 años emigró a Australia donde ingresó a estudiar Enfermería en la RMIT University. Una vez finalizados sus estudios ganó una beca nacional que le permitió estudiar un doctorado en informática de la salud en la Universidad de Melbourne. Posteriormente hizo un postdoctorado especializándose en inteligencia artificial.
Fue decana de la Facultad de Ciencias de la Salud de la Universidad Católica de Temuco. Ha trabajado para el Banco Mundial, el Ministerio de Educación y para el gobierno australiano. En este último se desempeñó como colaboradora en la creación del primer centro de informática clínica de dicho país.
La doctora Carol Hullin se muestra especialmente interesada en las cuestiones éticas y de justicia social asociadas al progreso tecnológico aplicado a la salud, y considera que este debe ponerse al servicio de la reducción de la desigualdad y la pobreza. Es una de las voces más respetadas en las temáticas de Salud Digital.

## Distinciones
- Premio Avance de la Mujer (2019) [6]